# Saxifraga cernua
Saxifraga cernua és una espècie de planta amb flor dins la família saxifragàcia. Es troba a la zona de l'Àrtida, d'Amèrica i Euràsia, i l'alta muntanya dels Alps.

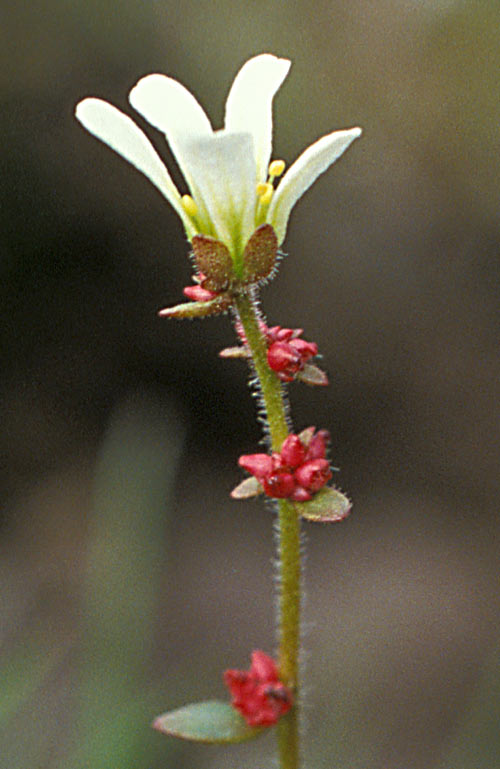
Saxifraga cernua

Fa de 10 a 20 cm d'alt, la tija té de 3 a 7 fulles. Les flors tenen els pètals blancs, molt més llargs que els sèpals. Es reprodueix per petits bulbs situats en les axil·les de les fulles superiors, aquesta estratègia reproductiva li permet aprofitar els curts període de creixement de les zones de clima fred on viu. Creix a la tundra.